# Зюдерог
Зюдерог (нем. Süderoog, с.-фриз. Saruug, дат. Sønderog) — один из островов Халлиген в Ваттовом море на западном побережье Северной Фризии, земля Шлезвиг-Гольштейн на севере Германии. Административно относится к коммуне Пелльворм. Площадь — 0,62 км².

## История
До наводнения Бурхарди в 1634 году на острове было три дома, один из которых принадлежал смотрителю пляжа. Он же являлся смотрителем маяка, который в 1634 году был разрушен штормовым приливом. В результате этого наводнения также были разрушены два дома, десять человек утонуло. Во время Февральского наводнения 1825 года последний оставшийся дом был разрушен. Позднее он был восстановлен и снова служил жилищем для смотрителя пляжа.
Сложные санитарные условия, которые не могли быть существенно улучшены, а также ущерб, вызванный штормовым нагоном в 1962 году, вызвали упадок зюдерогского курорта. Халлиг, который на протяжении веков до этого находился в частной собственности, был наконец продан федеральной земле Шлезвиг-Гольштейн в 1971 году.

## Управление
С 1990 по август 2013 года Зюдерог находился под присмотром и управлением супружеской четы с целью защиты побережья, природы и биологических видов. В сентябре 2013 года их сменила другая чета. Одна из задач жителей — экологическое развитие острова и содержание овец и коров, пасущихся на маршах. Например, в случае угрозы затопления животные должны быть доставлены на терп. Основной задачей управляющих, однако, является продолжение проводящихся на халлиге мероприятий по укреплению берега. На терпе были посажены в пять рядов 500 деревьев, от яблони до дуба, чтобы обеспечить защиту от ветра. В 2013 году деревья достигли высоты от шести до восьми метров. Кроме того, управляющие выполняют задачи смотрителя национального парка. К этим задачам, среди прочего, относится подсчёт оседло-живущих и перелетных птиц на халлиге. Также должен оказываться приём посетителям, прибывающим с острова Пелльворм на Зюдерог. Посетители имеют доступ к Зюдерогу из Пелльворма только в рамках проводящихся походов по ваттам или экскурсионных поездок.